# Demencia vascular
La demencia vascular (también, demencia multiinfarto o trastorno neurocognitivo vascular) es la segunda causa de demencia en adultos, después de la enfermedad de Alzheimer. El término hace referencia a un grupo de enfermedades que provocan lesiones en el cerebro por daño en los vasos sanguíneos del mismo. La causa más frecuente es la arterioesclerosis. El diagnóstico temprano es importante para corregir los factores de riesgo implicados y evitar en lo posible el avance de la enfermedad.

## Diagnóstico
Se han ofrecido criterios clínicos de diagnóstico para esta enfermedad a través de la Asociación Estadounidense del Corazón (AHA), la Sociedad Internacional del Comportamiento Vascular y los Trastornos Cognitivos (Vas-Cog), y como parte de la quinta revisión del Manual diagnóstico y estadístico de los trastornos mentales (DSM-5).
Común a los tres protocolos de diagnóstico se encuentra la característica clave de que debe encontrarse algún grado de deterioro cognitivo, acompañado de evidencia de alguna contribución de tipo vascular a dicho deterioro (que puede provenir de cualquier combinación entre historia clínica, examen físico, perfil cognitivo y evaluación diagnóstica, incluyendo neuroimagen).[cita requerida]
Los criterios según la Asociación Estadounidense del Corazón (AHA) son:
- Una relación temporal clara entre un evento vascular y el desarrollo de déficits cognitivos o una relación clara entre la severidad y patrón de los problemas cognitivos y la presencia de patología cerebrovascular.
- Requerimiento de evidencia de patología cerebrovascular mediante neuroimagen.
- Sin historia clínica de déficits cognitivos antes o después del ictus que sugiriesen la presencia de un trastorno cognitivo no vascular (como la enfermedad de Alzheimer.
- Se clasifica como posible demencia vascular si cumple los criterios, excepto tener una relación clara entre la patología vascular y el trastorno cognitivo, no hay suficiente información (ausencia de prueba mediante neuroimagen), afasia previa a la evaluación cognitiva o evidencia de otras condiciones neurodegenerativas presentes.

Los criterios internacionales de diagnóstico según el DSM-IV TR son los que a continuación se detallan: 
La presencia de los múltiples déficits cognitivos se manifiesta por:
- Deterioro de la memoria (deterioro de la capacidad para aprender nueva información o recordar información aprendida previamente).
- Una o más de las siguientes alteraciones cognitivas

- Afasia (alteración del lenguaje)
- Apraxia (deterioro de la capacidad para llevar a cabo actividades motoras)
- Agnosia (fallo en el reconocimiento o identificación de objetos, a pesar de que la función sensorial está intacta).

- Alteración de la actividad constructiva (por ejemplo: planificación, organización, secuenciación y abstracción).

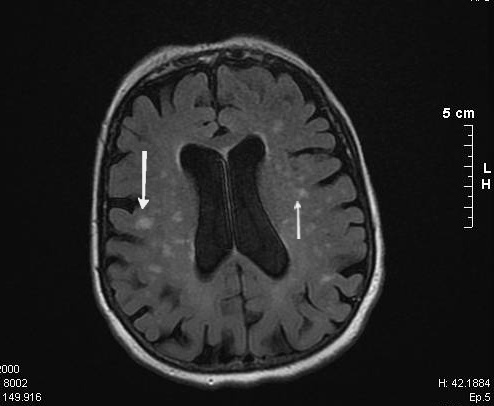
flechas: infartos lacunares

Los déficits cognitivos en cada uno de los criterios 1 y 2 provocan un deterioro significativo de la actividad laboral o social y representan una merma importante del nivel previo de actividad.
Los signos y síntomas neurológicos (por ejemplo exageración de los reflejos tendinosos profundos, respuesta de la extensión plantar, parálisis seudobulbar, anomalías en la marcha, debilidad de una extremidad) o las pruebas de laboratorio sugerentes de la presencia de una enfermedad cerebrovascular se estiman etiológicamente relacionadas con la alteración (por ejemplo, infartos múltiples que implican al córtex y a la sustancia blanca acompañante).[cita requerida]

## Subtipos
En la quinta revisión del Manual diagnóstico y estadístico de los trastornos mentales (DSM-5) se introdujeron categorías que permiten diferenciar entre el trastorno neurocognitivo vascular mayor o leve, correspondiéndose el trastorno neurocognitivo vascular mayor con la demencia vascular tradicional.
Más recientemente, la búsqueda de criterios unificados y de consenso al diagnosticar la enfermedad por parte del  Estudio Consensuado de Clasificación del Deterioro Cognitivo Vascular (VICCCS) adoptó también esa separación entre leve y mayor, y acordó también que las formas más prevalentes de demencia vascular deberían clasificarse en cuatro subtipos principales:
- demencia vascular subcortical isquémica (SIVaD)
- demencia cortical (MID)
- demencia post-ictus (PSD)
- demencias mixtas